# Aartsbisdom Saurimo
Het aartsbisdom Saurimo (Latijn: Archidioecesis Saurimoensis) is een rooms-katholiek aartsbisdom met als zetel Saurimo, in Angola. De aartsbisschop van Saurimo is metropoliet van de kerkprovincie Saurimo, waartoe ook de volgende suffragane bisdommen behoren:
- Dundo
- Lwena

## Geschiedenis
Het aartsbisdom werd opgericht op 10 augustus 1975, als het bisdom Henrique de Carvalho, uit delen van het aartsbisdom Luanda en het bisdom Malanje, en was suffragaan aan het aartsbisdom Luanda. Op 16 mei 1979 veranderde het van naam naar bisdom Saurimo. Het verloor gebied in 2001 bij de oprichting van het bisdom Dundo. Op 12 april 2011 werd het verheven tot metropolitaan aartsbisdom. 

## Parochies
Het aartsbisdom had in 2022 een oppervlakte van 77.600 km2 en telde 543.420 inwoners waarvan 13,2% rooms-katholiek was.

## Ordinarii

### Bisschoppen
- Manuel Franklin da Costa (10 augustus 1975 - 3 februari 1977)
- Pedro Marcos Ribeiro da Costa (3 februari 1977 - 15 januari 1997)
- Eugenio Dal Corso (15 januari 1997 - 18 februari 2008; coadjutor sinds 15 december 1995)

### Aartsbisschoppen
- José Manuel Imbamba (12 april 2011 - heden)

## Galerij van afbeeldingen

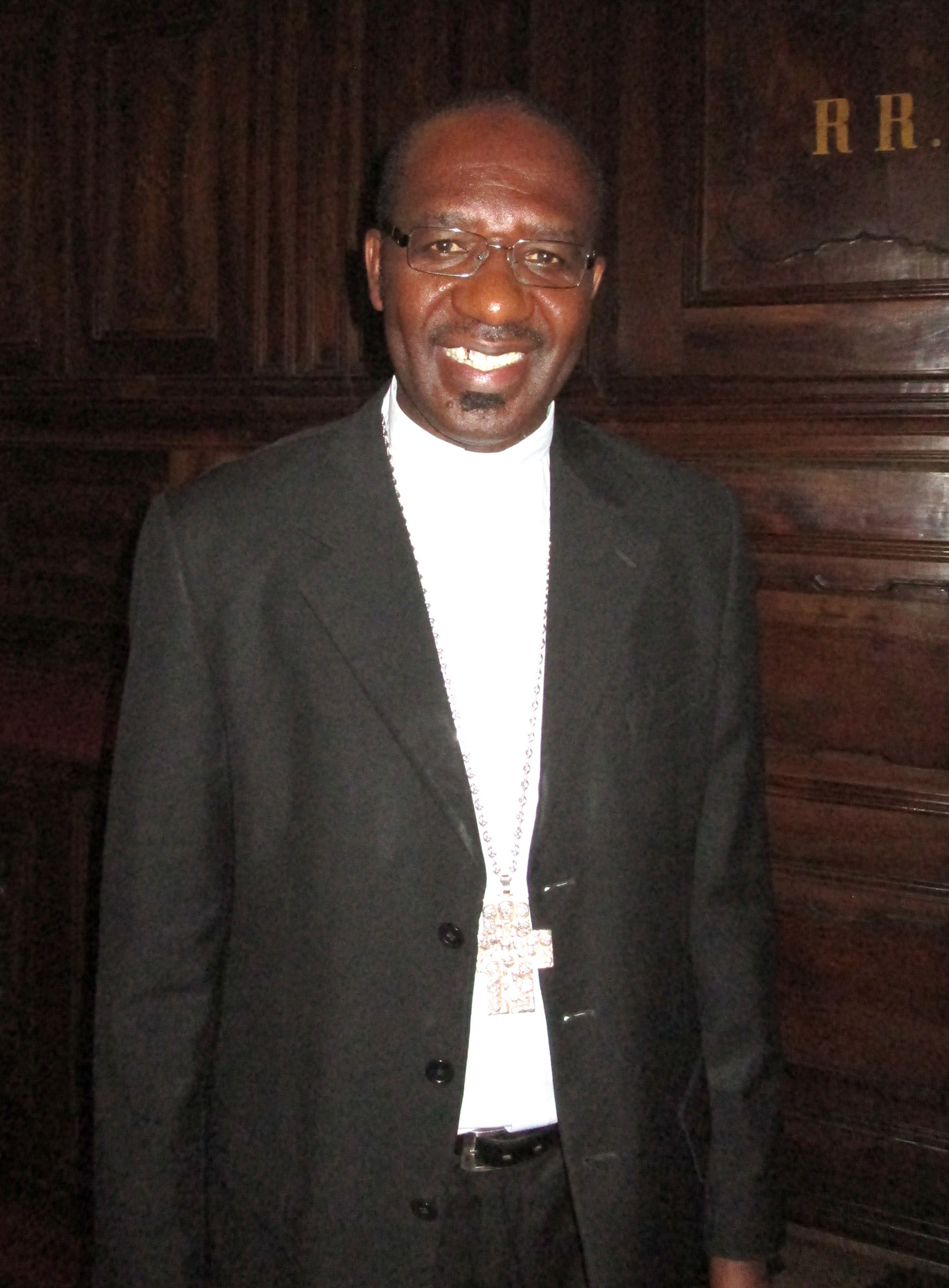
Aartsbisschop José Manuel Imbamba (2011-heden)
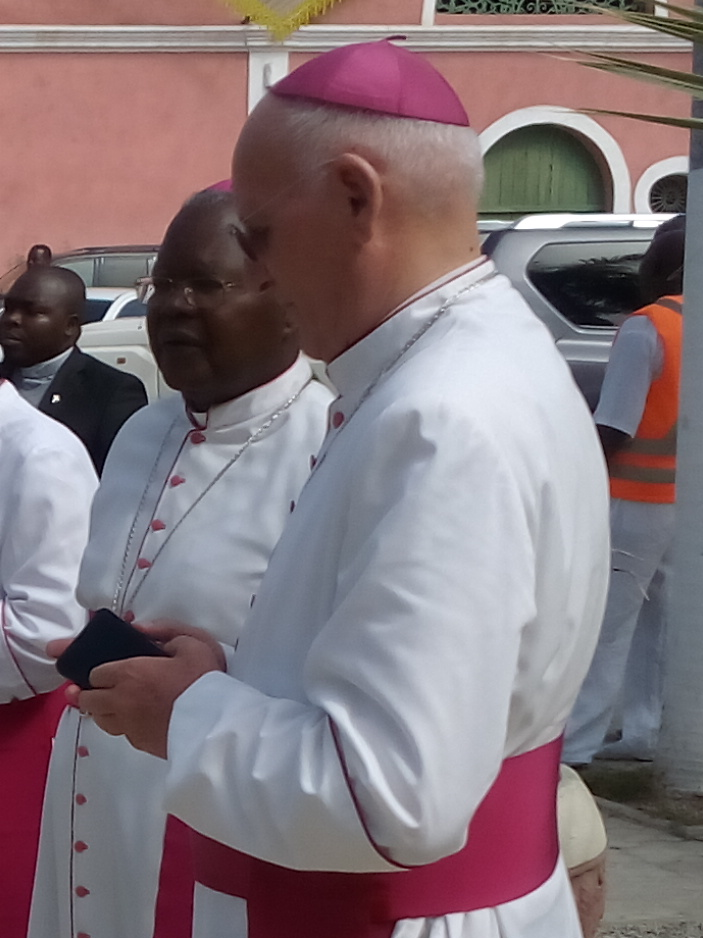
Bisschop Eugenio Dal Corso (1997-2008)